# Julia Wilson
Julia Wilson (Sídney, 23 de septiembre de 1978) es una deportista australiana que compitió en remo. Está casada con el piragüista Robin Bell.
Ganó tres medallas en el Campeonato Mundial de Remo, en los años 2001 y 2002. Participó en dos Juegos Olímpicos de Verano, ocupando el séptimo lugar en Sídney 2000 (cuatro scull) y el sexto en Atenas 2004 (ocho con timonel).

## Palmarés internacional
| Campeonato Mundial | Campeonato Mundial | Campeonato Mundial | Campeonato Mundial |
| Año                | Lugar              | Medalla            | Prueba             |
| ------------------ | ------------------ | ------------------ | ------------------ |
| 2001               | Lucerna (Suiza)    | Medalla de oro     | Cuatro sin timonel |
| 2001               | Lucerna (Suiza)    | Medalla de oro     | Ocho con timonel   |
| 2002               | Sevilla (España)   | Medalla de plata   | Ocho con timonel   |